# Neobracea susannina
Neobracea susannina là một loài thực vật có hoa trong họ La bố ma. Loài này được Borhidi mô tả khoa học đầu tiên năm 1971.